# Leni Alexander
Leni Alexander właśc. Helene Alexander Pollak (ur. 8 czerwca 1924 we Wrocławiu, zm. 7 sierpnia 2005 w Santiago) – chilijska kompozytorka pochodzenia żydowskiego.

## Życiorys
Helene Alexander Pollak urodziła się we Wrocławiu. Do 1939 mieszkała w Hamburgu, skąd wyemigrowała z rodziną do Chile. W latach 1949–1953 studiowała u kompozytora Fré Focke'a, który pokazał jej możliwości dodekafonizmu. Dzięki stypendium rządu francuskiego studiowała z dwoma ważnymi kompozytorami: Reném Leibowitzem i Olivierem Messiaenem. Utrzymywała kontakt z wieloma artystami, w tym z Pierre’em Boulezem, Brunonem Maderną i Lucianem Berio.